# 趙烈文
趙 烈文（ちょう れつぶん、Zhao Liewen、1832年 - 1894年）は、清の曽国藩の幕僚。字は恵甫または偉甫。
江蘇省常州府陽湖県出身。名家の出で先祖の趙申僑は康熙年間に戸部尚書を務めた。若くして文名を知られたが、省試を三度受けて三度とも落第した。
1855年12月、曽国藩が南昌で太平天国軍に苦戦していたときに、同郷の周騰虎の推薦で趙烈文は曽国藩の幕府に入った。その日に樟樹鎮に駐屯する湘軍を見たが、「陸軍の士気が弛緩しており、頼りになるか心もとない」と指摘した。果たしてしばらく後に樟樹鎮の部隊は大敗を喫した。
1864年に曽国荃が太平天国の都の南京を陥落させた際、趙烈文も居合わせており、『能静居士日記』に当時の様子を以下のように記して、湘軍の屠城（都市住民の皆殺し）を告発している。「・・・沿道に転がる死者は10人のうち9人が老人である。また幼児も戯れに刀でたたき殺され路上に放置されている。40歳以下の女性は1人も見かけない。傷のない老人はなく、十余刀、数十刀の刀傷があった・・・」
また趙烈文は独特の見解を持っていた。1867年6月20日（グレゴリウス暦では7月21日）、曽国藩との対話で「清朝を揺るがす禍がおき、地方は分裂してしまうことになる。そのような事態は50年以内に起きるだろう」と述べた。曽国藩は「皇帝陛下に徳があれば、そのようなことにはならないのではないか」と反論したが、烈文は「清朝は（李自成が明を滅ぼした後に、呉三桂の手引きで山海関に入り）やすやすと天下を奪い、（揚州や嘉定など）各地で虐殺をおこなった。善悪は互いに補うものではないので、後世の君主の徳は頼りになるものではない」と述べた。つまり清朝の正統性に疑義をはさんだのであった。
著書には『能静居士日記』のほか、『趙偉甫先生庚申避乱日記』『落花春雨巣日記』がある。
趙烈文を扱った研究書として、浅沼かおり『趙烈文のみた清末の中国社会』（吉田書店、2021年）がある。